# Stara Synagoga w Segedynie

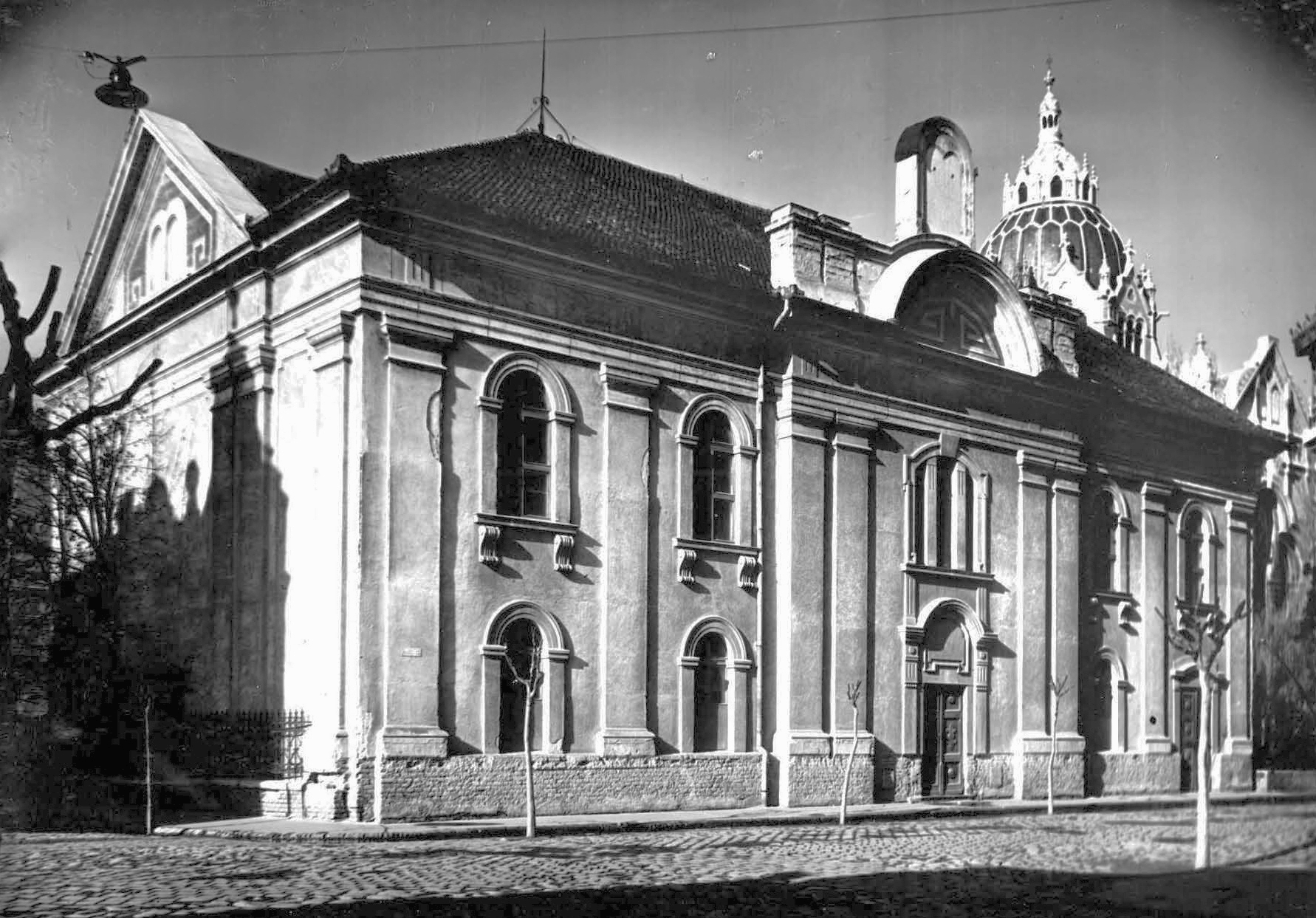
Zdjęcie synagogi z 1947 roku

Stara Synagoga w Segedynie – synagoga znajdująca się w Segedynie na Węgrzech, przy ulicy Hajnóczy, w pobliżu Nowej Synagogi. Zbudowana w latach 1840–1843 przez Henrika Lipovszkyego i Józsefa Lipovszkyego, w surowym stylu neoklasycystycznym, bardzo oszczędnie zdobiona na zewnątrz.
Wpisana do węgierskiego rejestru zabytków pod numerem 3445.